# Kylix (entorno de desarrollo)

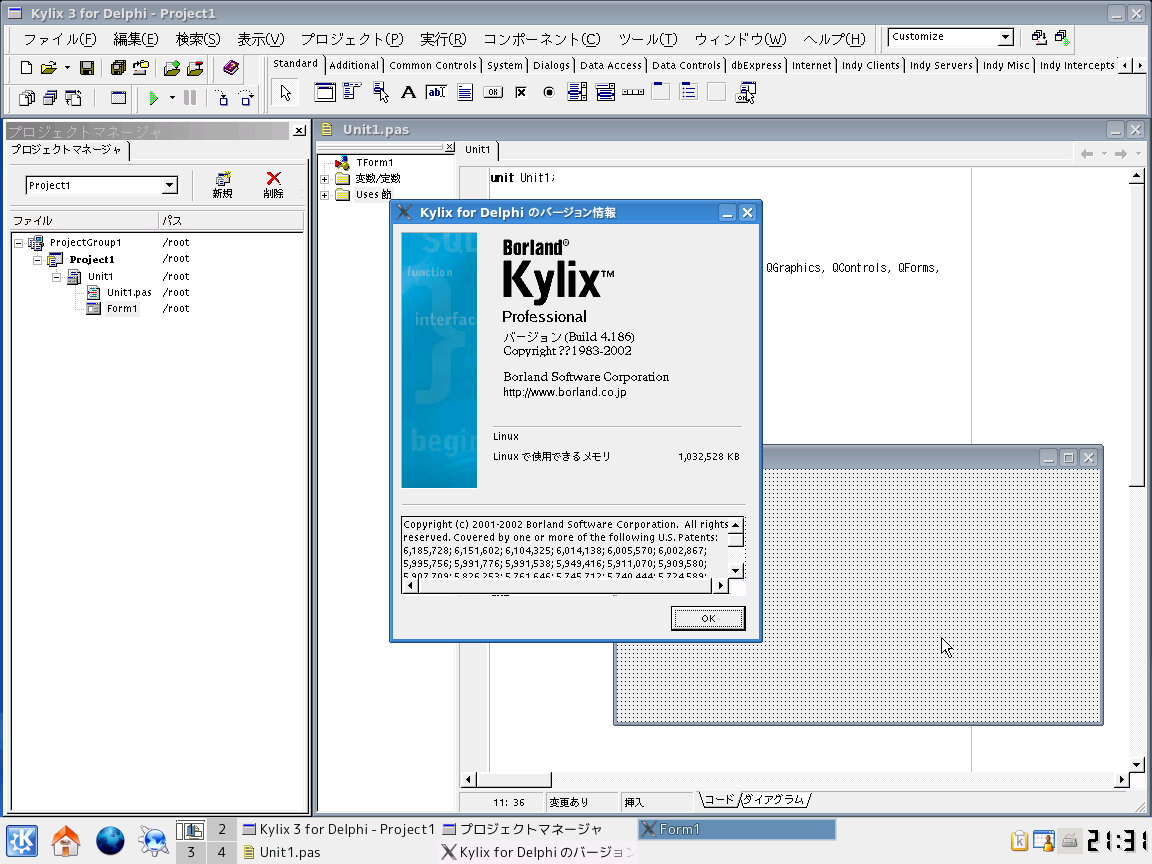
Ventanas del Entorno de desarrollo Kylix

Kylix fue un entorno de desarrollo rápido de aplicaciones (RAD) creado por Borland para GNU/Linux. Básicamente es un clon del entorno Delphi para GNU/Linux. Está Orientado a objetos y utiliza los lenguajes de programación Object Pascal y C++. Es un entorno integrado (IDE), con lo que las tareas de edición, depuración y ejecución se realizan con la misma herramienta.
Permite la creación de una manera sencilla y rápida de sofisticadas aplicaciones de alto rendimiento en Linux. Es un producto comercial aunque hay una versión Open Edition gratuita (solo binarios) que puede usarse para desarrollar proyectos GPL.
Se trata del primer entorno nativo de Desarrollo Rápido de Aplicaciones (RAD) para GNU/Linux. Combina un entorno visual intuitivo, optimizado mediante un compilador nativo, un depurador interactivo y un conjunto de componentes que permite a los analistas y programadores de software liberar aplicaciones basadas en Linux para entornos de escritorio, web y bases de datos.
Funciona tanto en los entornos gráficos típicos Gnome y KDE y desde la línea de comandos. Y se podría dividir en tres partes, el lenguaje, basado en Object Pascal o C++Builder en nuevas versiones, la CLX que es su biblioteca de componentes y el entorno de bases de datos, a través de lo que se denomina "DBExpress" y que es el sistema equivalente (aunque no parecido) al BDE antiguo de Delphi, y que viene disponible para Interbase, por ser la base de datos de Borland, Oracle, MySQL y DB2. CLX es la versión multiplataforma de las bibliotecas VCL de Delphi; con la gran diferencia de que CLX está construido sobre Qt mientras que VCL lo está sobre Win32
En él se combinan las ventajas de un software de pago con las de fuentes abiertas que rodean
a Linux (como lo es él mismo), y es soportado por las versiones más conocidas de este sistema operativo.
No ha habido nuevas actualizaciones de este producto desde la versión 3.0, habiendo sido abandonado por Borland posteriormente de haber sido adquirida por Micro Focus.